# Joel Waterman
Joel Robert Waterman (ur. 24 stycznia 1996 w Langley) – kanadyjski piłkarz występujący na pozycji środkowego obrońcy, reprezentant Kanady, od 2020 roku zawodnik CF Montréal.